# Поперечное (Каменский район)
Поперечное — село в Каменском районе Алтайского края. Административный центр Попереченского сельсовета. В этом селе родился известный пионер-герой Киря Баев.

## История
Село Поперечное было образовано из переселенцев центральной России в 1776 году, оно состояло из 20 дворов, на его территории была церковь, которая располагалась в центре села.
Самым зажиточным в селе был Лин Лаврентьевич Печатнов. У него была своя лавка, большой двухэтажный дом. Лин Печатнов занимался закупом скота у населения.
Попереченская волость Каменского уезда Алтайской губернии была зарегистрирована постановлением Сибревкома от 04.08.20 г.
В 1921 году из села Поперечное часть жителей переселилась в западную часть района Попереченского сельского Совета, на берег реки Ворга. В 1922 году была создана первая коммуна «Красный партизан». Её руководителем и организатором был Мумриков Архип Федорович.
Рядом с коммуной была создана артель по совместной обработке земли, организатором ее был Сайганов, впоследствии артель влилась в коммуну. Затем коммуна преобразовалась в колхоз с тем же названием. В 1926 году здесь уже было 24 домовладельца из 108 жителей (51 мужчина и 57 женщин).
В 1932 году в селе насчитывается 172 двора, проживает 581 человек. В 1932 году в архивах село Поперечное вместе с другими селами именуется Сибирским краем, в него вошли: Филипповский сельский Совет - 69 дворов, 330 душ; Раздольный — 50 дворов, 251 душа; Красная Слобода — 43 двора, 203 души.
В селе Поперечное к концу тридцатых годов насчитывается 282 двора и 1247 душ населения. Жители села Поперечное занимались заготовкой пушнины, мехсырья, дичи боровой на экспорт, но главным занятием крестьян оставались земледелие и скотоводство.
В одном километре от колхоза «Красный партизан» располагался другой колхоз, который назывался «Красная Слобода». Он вытянулся односторонней улицей вдоль косогора, с юга на север. Внизу был пруд, у которого размещались животноводческие фермы. «Красная Слобода» не имела ни школы, ни магазина. Во время коллективизации колхоз «Красная Слобода» был переименован в «Путь колхозника». Земельный надел был следующим: «Путь колхозника» — 2298 гектаров, «Красный партизан» — 4705 гектаров. Земли были очень плодородные, дающие высокие урожаи.
На первое января 1933 года в селе Поперечное было 5 артелей, каждая из которых росла и развивалась. Колхоз «Красный партизан» выращивал породистых лошадей, их насчитывалось 137 голов, 177 голов КРС, 65 свиней, 863 овцы. На территории села Поперечное насчитывалось 122 двора.
В колхозе «Путь колхозника» было 139 голов КРС, 81 голова лошадей, 104 головы свиней и 404 головы овец.
Колхоз «Путь колхозника» до войны возглавлял Грицак Михаил, приехавший из Зеленой Дубравы.
Во время войны колхоз возглавляли Сапунов Дмитрий Семенович и Лагунова Анна Ивановна. Последним председателем был Бондаренко Иван Петрович.
Хозяйства были очень бедными, держались на энтузиазме крестьян, поэтому колхозы «Красный партизан» и «Красная Слобода» объединились в одно хозяйство, которое назвали «Прогресс», центральная усадьба которого находилась в поселке Раздольный. Председателем колхоза «Прогресс» был избран Дудко Прохор Филиппович.
На территории села Поперечное с 1932 по 1933 год были созданы 3 колхоза: «Советская Сибирь» - председатель Губин Михаил Федорович, «Красный Восток» - председатель Грицак Иван Ипатьевич, «Западная Сибирь» - председатель Пашков Никифор Михайлович. В 1950 году эти колхозы объединились в один, который возглавлял Грицак Иван Ипатьевич.
В это время на территории села Новоярки создается МТС, которая снабжает колхозы техникой, машинами и тракторами.
В 1954 году на территории Попереченского сельского Совета был собран самый большой урожай за всю историю существования колхозов. Урожай не успевали вывозить, не хватало техники, транспорта.
В 1956 году путем слияния существующих хозяйств в Поперечке, Красной Слободе, Раздольном был создан один крупный колхоз «Прогресс», который возглавил Дудко Прохор Филиппович, награжденный орденом Ленина. Его сменил Обухов Иннокентий Николаевич. После перевода Обухова И. Н. на должность директора откормсовхоза, колхоз возглавил молодой инженер Орлов Александр Степанович.
Во время руководства колхозом Орловым А. С. началось интенсивное строительство жилых домов, животноводческих помещений. Колхоз «Прогресс» стал миллионером. Только в одном колхозе насчитывалось 23 труженика-орденоносца. В 1969 году была построена школа на 300 мест.
В 1974 году было построено типовое здание, в котором разместился фельдшерско-акушерский пункт.  Амбулатория существует до сих пор.
ДК был построен в 1984 году (председателем колхоза был Глебов А. П.)
27 апреля 1980 года решением крайисполкома колхоз «Прогресс» был переименован в колхоз имени Кири Баева, в честь земляка — героя гражданской войны.
В 1986 году закончили строительство детского сада. 
В начале 90-х годов асфальтирована центральная дорога и некоторые улицы села.
В конце 90-х годов было построено водохранилище.
В 1996 году под руководством Горенкова А. Г. — председателя колхоза им. Кири Баева, в селе была построена мельница.
В 2003 году был построен стадион.
Люди, которые заслуживают особого внимания. В 2002 году была удостоена звания «Заслуженный работник сельского хозяйства РФ» доярка Толстых Л. Н.
Гордится село орденоносцами. Награждены орденом Трудового Красного Знамени следующие хлеборобы: Объедков С. Ф., Юров А. В., Шаев Н. П., Скрипников И. П.
Орденом «Знак Почёта» — Кудряшов А. И., Козырев Н. И., Сергеева В. П., Гераськин Н. В., Пашков А. П.
Орденом Ленина награждены животноводы Кудряшова В. Е. и Камнев Н. А.
Орденами Трудовой Славы, «Знак Почёта» и Трудового Красного Знамени награждены: Грицак В. М, Черепанова Н. П., Гайдуков А. П., Горюнова В. 3., Шалдяев Н. Ф., Шибаева А. А., Конопленко Л. 3., Шмаков В. Н., Кольченко П. А.
Попереченский сельсовет образован 04.08.1920 года. 
Председателем Совета депутатов, главой сельсовета с 2017 по 2022 гг. являлась подполковник в запасе, работавшая до этого в школе и в полиции Кольченко Светлана Фёдоровна. При ней в селе были сделаны значительные улучшения, в том числе был отреставрирован памятник Кири Баеву, который расположен на центральной площади села, была сделана современная детская площадка.
Главой администрации Попереченского сельского Совета на момент июля 2025 года является Бобровников Евгений Иванович

## Население
| 1926 | 1997  | 1998  | 1999  | 2000  | 2001  | 2002  | 2003  | 2004 | 2005 | 2006 | 2007 | 2008 | 2009 |
| ---- | ----- | ----- | ----- | ----- | ----- | ----- | ----- | ---- | ---- | ---- | ---- | ---- | ---- |
| 3633 | ↘1118 | ↘1075 | ↘1062 | ↗1067 | ↘1045 | ↘1028 | ↗1041 | ↘976 | ↘947 | ↘936 | ↘922 | ↗931 | ↘861 |
| 2010 | 2011  | 2012  | 2013  |       |       |       |       |      |      |      |      |      |      |
| ↘794 | ↘792  | ↘790  | ↘783  |       |       |       |       |      |      |      |      |      |      |

## [7]Примечания
1. 1 2 3 4  Численность населения по муниципальным образованиям на 1 января 2011, 2012, 2013 гг. (в том числе по населённым пунктам) по данным текущего учёта
2. ↑  Киря Баев (Кирилл Осипович Баев) - пионер-герой. yavarda.ru. Дата обращения: 7 сентября 2024.
3. ↑  Глава сельсовета.
4. ↑  Список населённых мест Сибирского края (Том I)
5. 1 2 3 4 5 6 7 8 9 10 11 12 13  Численность населения по сельским населённым пунктам на 1 января (по данным похозяйственного учёта) по 2010 год
6. ↑  ВПН-2010. Алтайский край
7. ↑  Вехи истории: 80-летию Каменского района посвящается / Администрация Каменского района;  Ред. Е.Е.Парфенов. – Камень-на-Оби.. — Камень-на-Оби, 2004.